# Aoste, Isère
Aoste este o comună în departamentul Isère din sud-estul Franței. În 2009 avea o populație de 2.463 de locuitori.

## Evoluția populației
| An        | 1975  | 1982  | 1990  | 1999  | 2006  | 2009  |
| --------- | ----- | ----- | ----- | ----- | ----- | ----- |
| Populație | 1.328 | 1.537 | 1.548 | 1.715 | 2.000 | 2.463 |